# Chleby (okres Benešov)
Chleby (Duits: Chleb of Chleb bei Teinitz) is een Tsjechische gemeente in de regio Midden-Bohemen en maakt deel uit van het district Benešov. Het dorp ligt op 12 kilometer afstand van de stad Benešov.
Chleby telt 49 inwoners (2024).

## Geografie
Chleby ligt aan het Hořejšímeer.

## Geschiedenis
De eerste schriftelijke vermelding van het dorp dateert van 1284.
Tijdens de Tweede Wereldoorlog maakte Chleby deel uit van het militaire oefenterrein van de SS Benešov. De inwoners moesten op 1 april 1943 noodgedwongen verhuizen en konden pas na de oorlog weer terugkeren. In 1949 werd Chleby ingedeeld bij het district Benešov.

## Verkeer en vervoer

### Autowegen
Er loopt een regionale weg naar het dorp.

### Spoorlijnen
Er is geen station in het dorp. Het dichtstbijzijnde treinstation is in Týnec nad Sázavou, op 4 kilometer afstand. Dat station ligt aan spoorlijn 210 Praag - Vrané nad Vltavou - Jílovy u Prahy - Čerčany.

### Buslijnen
Er zijn twee bushaltes in en bij het dorp:
| Halte                     | Lijnen      | Trajecten                                                                   | Vervoerder   |
| ------------------------- | ----------- | --------------------------------------------------------------------------- | ------------ |
| Chleby, Chleby            | 438 485     | Benešov - Hradištko Rabyně - Týnec nad Sázavou                              | CŠAD Benešov |
| Chářovice, Rozchod Chleby | 438 485 753 | Benešov - Hradištko Rabyně - Týnec nad Sázavou Týnec nad Sázavou - Neveklov | CŠAD Benešov |

### Fietsroutes
Er loopt één fietsroute door Chleby:
- Fietsroute 11 Praag - Týnec nad Sázavou - Neveklov - Sedlčany

## Bezienswaardigheden
- Dorpskapel;
- Klokkentoren.

## Galerij

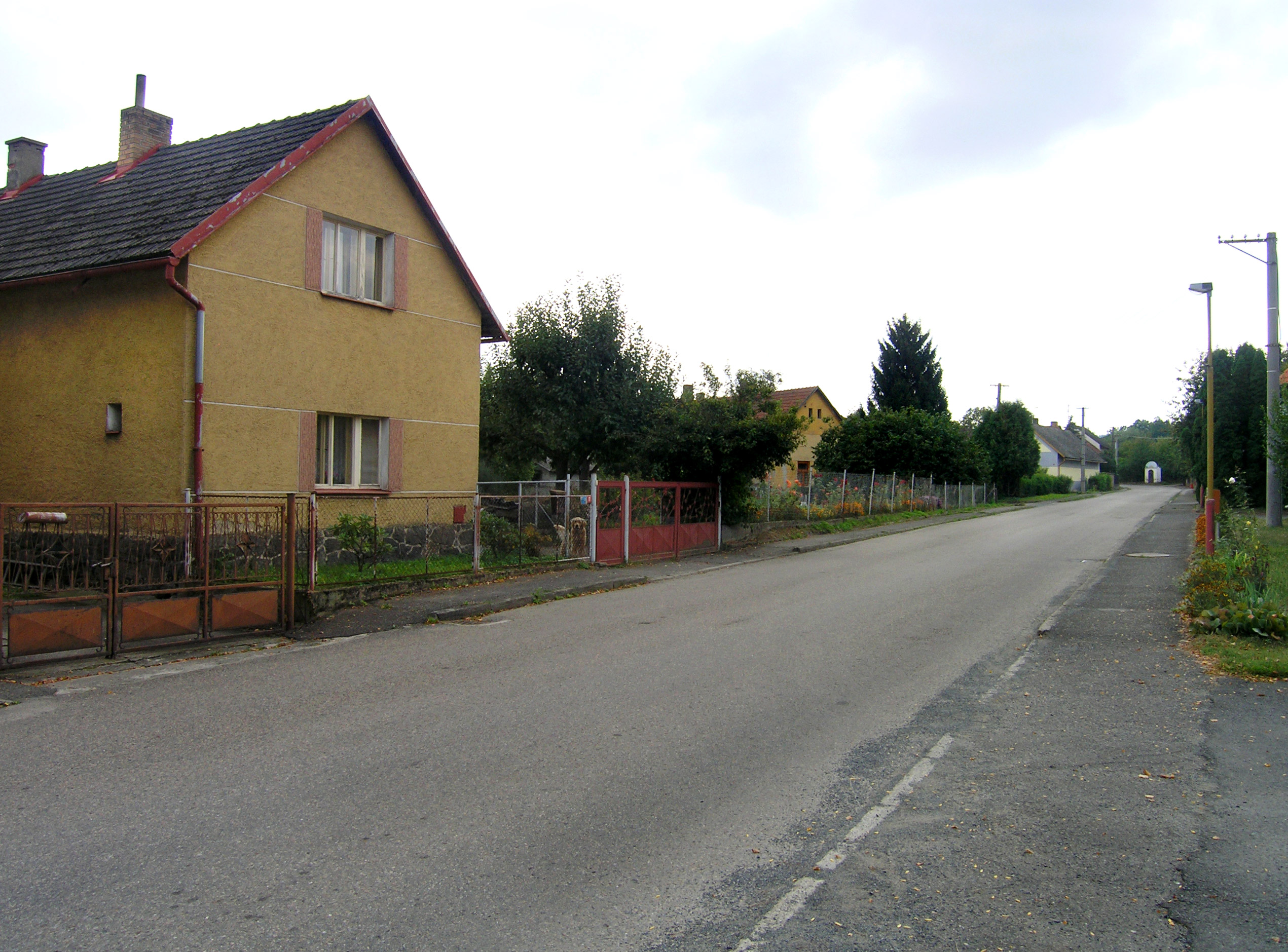
Hoofdstraat (2009)
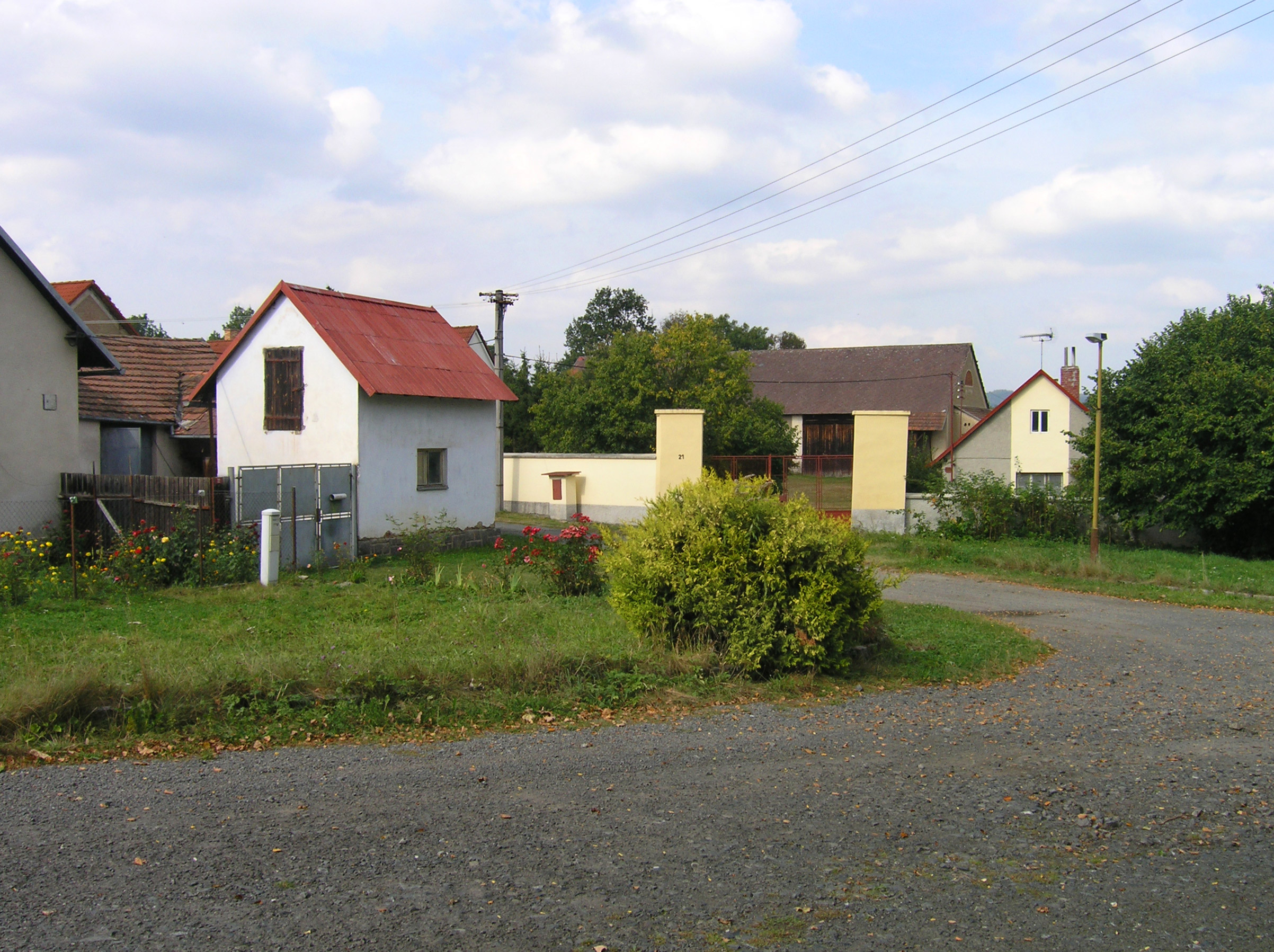
Nabij het dorpsplein (2009)
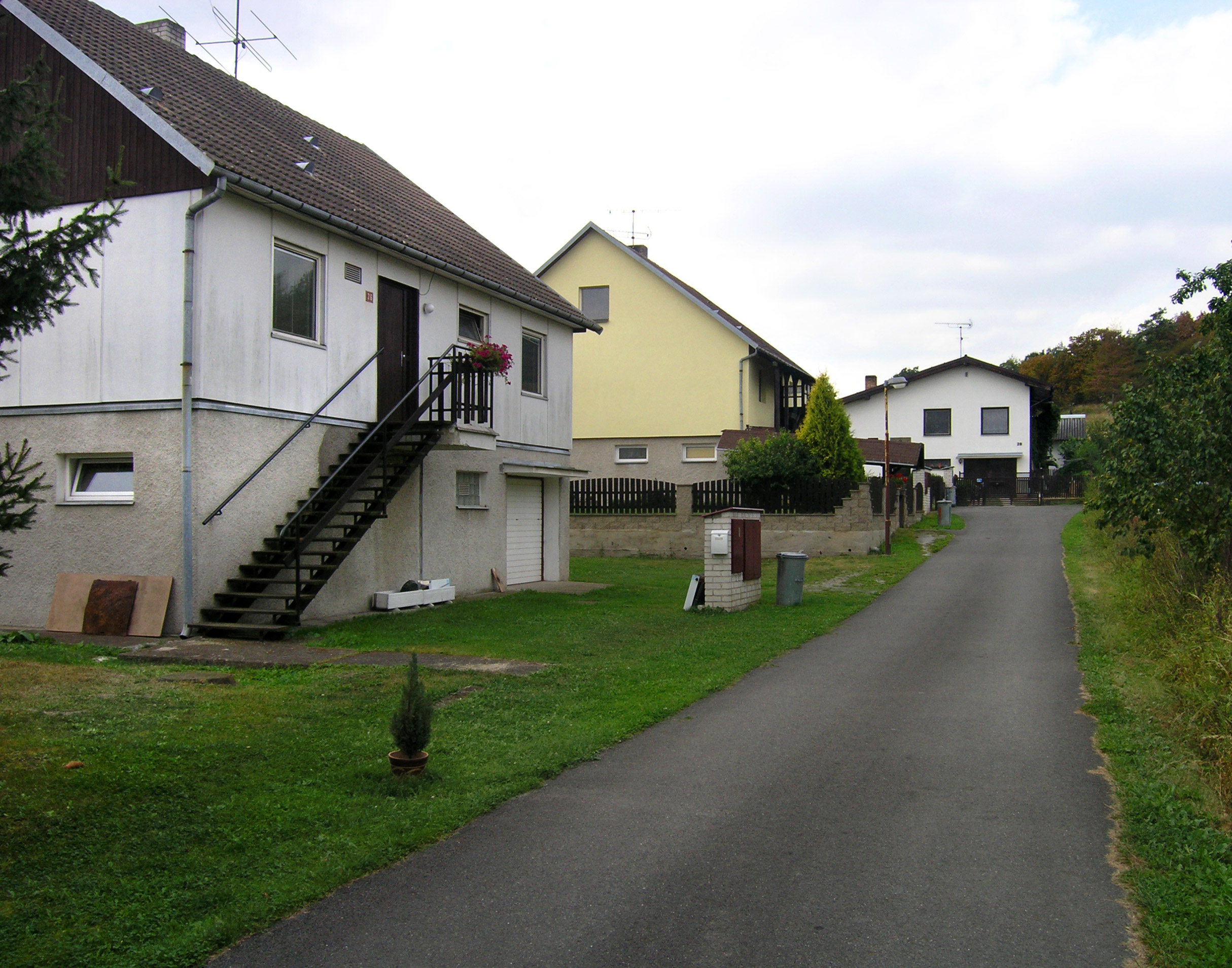
Huizen aan de westkant (2009)
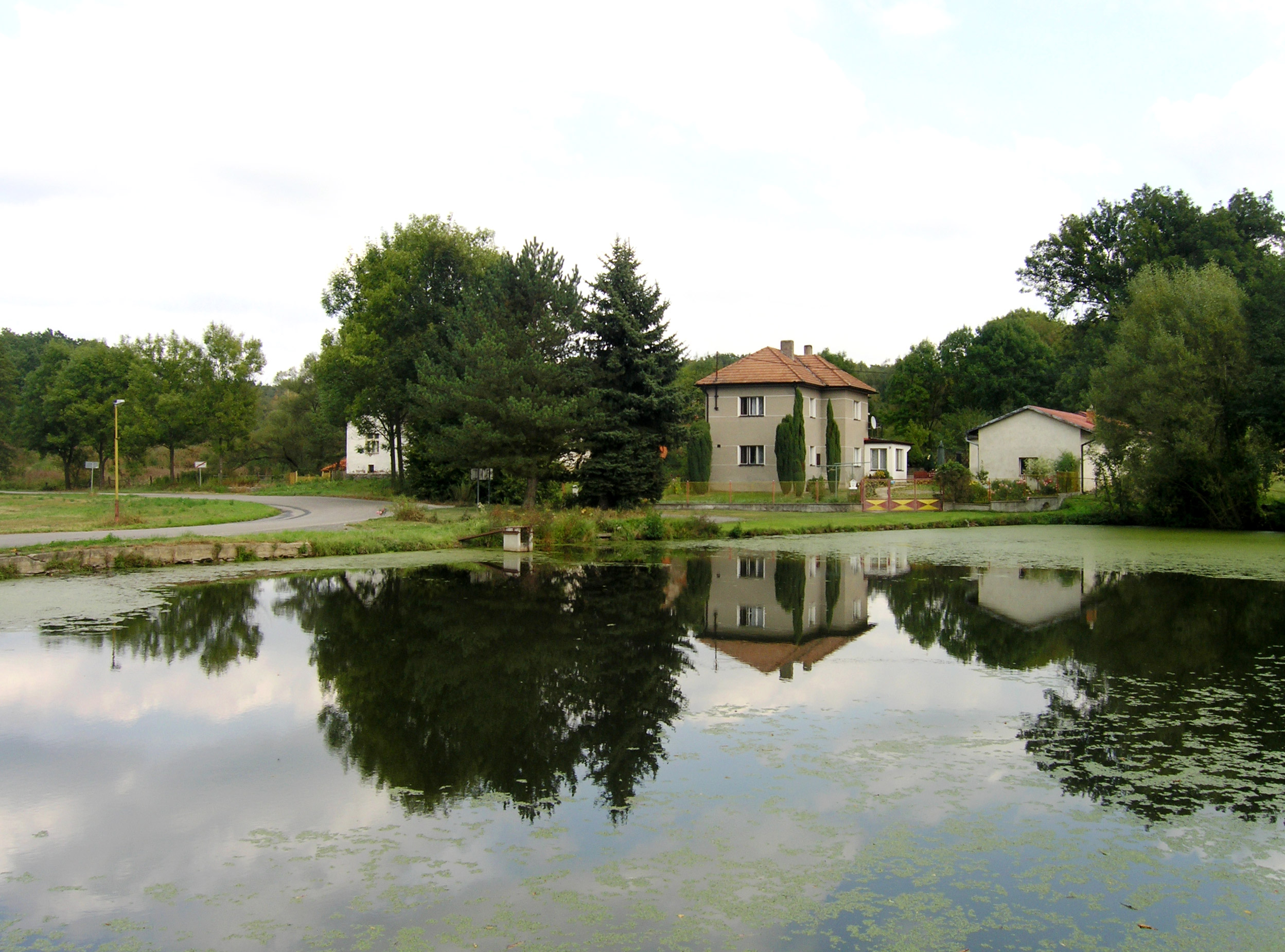
Hořejšímeer (2009)
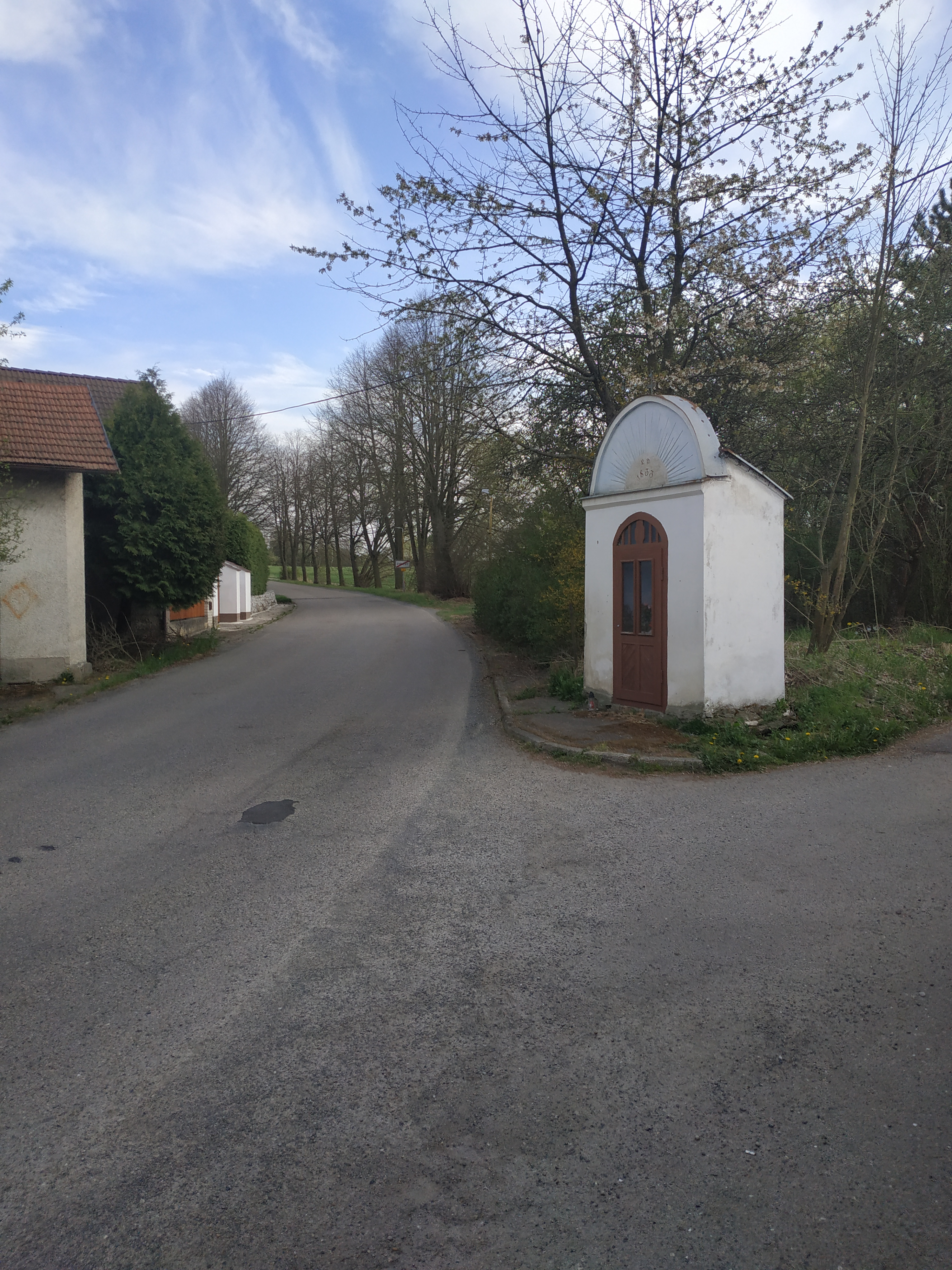
Dorpskapel (2020)
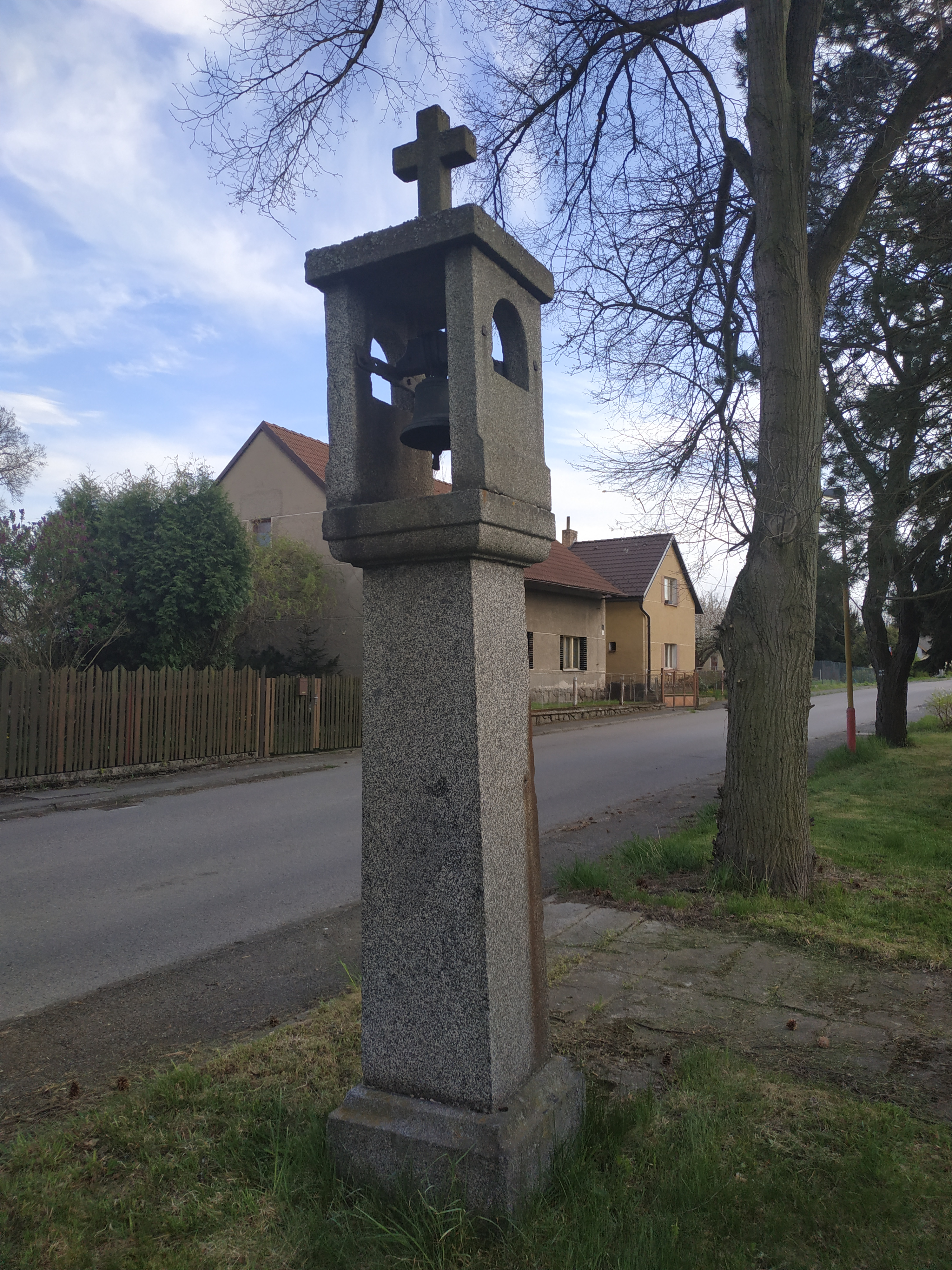
Klokkentoren (2020)